# ابتیفی
ابتیفی (به لاتین: Abetifi) در غنا است که در منطقه شرقی (غنا) واقع شده‌است.

## خصوصیات
ابتیفی ۶۰۱ متر بالاتر از سطح دریا واقع شده‌است.